# Johannes de Deo
Johannes de Deo (Silves, 1189-1191 – Lisbona, 1267) è stato un giurista e religioso portoghese specialista in diritto canonico.

## Biografia
Nato in Portogallo, nella regione dell'Algarve, si recò a Bologna per studiare diritto canonico e probabilmente anche diritto civile, dove rimase probabilmente dal 1223 al 1229. Fu poi professore di diritto canonico all'Università di Bologna dove insegnò certamente fino al 1255.
Durante questo lasso di tempo scrisse delle opere sui Decretal, un Quaestiones de processu canonico e Liber poenitentiarius de cautela simplicium sacerdotum, la sua opera più importante.
Nel 1260 lo si trova come arcidiacono a Lisbona dove morirà nel 1267.
Le sue opere vennero tenute in gran conto durante il Medioevo, tanto che i suoi manoscritti furono molto diffusi in Europa fino al XV secolo e gli studiosi trattarono estesamente delle sue opere.